# Святый
Святы́й (др.-рус. свѧтъιи;   др.-греч. ἅγιος — святой) — то же что избранный, право верующий.
Термин используется несколько раз в Библии. В Ветхом Завете этот термин употребляется в словосочетании «святый народ» в отношении еврейского народа 2Мак. 15:24. В Новом Завете апостол Павел в первом послании к Коринфянам и в послании к Эфессеям называет святыми христиан, к которым обращается 1Кор. 6:1, Еф. 1:1 и Еф. 5:3. В греческом, в отличие от славянского и русского, термины святый и святой являются омонимами — др.-греч. ἅγιος. Оба термина указывают на непосредственную связь со Святым Духом, на каждого из святых Утешитель сошёл и соединился с ним во Святом Крещении. Термин «святый» употребляется за каждой литургией в богослужении Православной церкви, после освящения Святых даров священник возглашает: „Свята́я святы́м“ др.-греч. τα Ἅγια τοῖς Ἁγίοις, смысл которого в том, что Тело и Кровь предназначены только верующим, крещенным православным христианам.